# Cryptolepis sinensis
Cryptolepis sinensis är en oleanderväxtart som först beskrevs av Loureiro, och fick sitt nu gällande namn av Elmer Drew Merrill. Cryptolepis sinensis ingår i släktet Cryptolepis och familjen oleanderväxter. Utöver nominatformen finns också underarten C. s. ciliata.